# فرودگاه لوئه‌نا
فرودگاه لوئه‌نا (به انگلیسی: Luena Airport) (به زبان بومی: Aeroporto de Luena) یک فرودگاه همگانی با کد یاتا LUO است که یک باند فرود آسفالت دارد و طول باند آن ۲۴۰۰ متر است. این فرودگاه در کشور آنگولا قرار دارد و در ارتفاع ۱۳۲۹ متری از سطح دریا واقع شده است.

## شرکت‌های هواپیمایی و مقصدهای پروازی
| شرکت‌های هواپیمایی   | مقصدهای پروازی   |
| ------------------- | ---------------- |
| تاگ آنگولا ایرلاینز | کواترو دو فرویرو |